# Afrodisio
Afrodisio es un nombre propio masculino de origen griego en su variante en español. Proviene del griego Άφροδίσιος (Aphrodísios), que quiere decir "enamorado, amoroso" o "perteneciente o relativo a Afrodita"; tiene el mismo origen etimológico que Afrodita, diosa griega del amor y la belleza.
San Afrodisio fue un mártir egipcio martirizado en Béziers (Languedoc, Francia) alrededor del año 70, con Caralipo, Agapio y Eusebio. Según la tradición fue decapitado, por lo que se le suele representar como un santo cefalóforo (con la cabeza en las manos).

## Santoral
28 de abril: San Afrodisio.

## Variantes
- Femenino: Afrodisia.

### Variantes en otros idiomas
| Variantes en otras lenguas | Variantes en otras lenguas |
| -------------------------- | -------------------------- |
| Español                    | Afrodisio                  |
| Alemán                     | Aphrodisius                |
| Catalán                    | Afrodisi                   |
| Euskera                    | Apordixi                   |
| Francés                    | Aphrodise                  |
| Gallego                    | Afrodisio                  |
| Griego                     | Άφροδίσιος (Aphrodísios)   |
| Holandés                   | Aphrodisius                |
| Italiano                   | Afrodisio                  |
| Latín                      | Aphrodisius                |
| Portugués                  | Afrodísio                  |